# Prosopocera murphyi
Prosopocera murphyi là một loài bọ cánh cứng trong họ Cerambycidae.